# قدرت (فیلم ۱۹۸۶)
قدرت (به انگلیسی: Power) فیلمی به کارگردانی سیدنی لومت، نویسندگی دیوید هیملستین و تهیه‌کنندگی رینه شیسگال، مارک تارلوف، کنت یوت و وولفگانگ گلاتس محصول سال ۱۹۸۶ میلادی است.

## بازیگران
- ریچارد گی‌یر ..... Pete St. John
- جولی کریستی ..... Ellen Freeman
- جین هکمن ..... Wilfred Buckley
- کیت کاپشاو ..... Sydney Betterman
- دنزل واشنگتن ..... Arnold Billings
- ای. جی. مارشال ..... Sam Hastings
- بیاتریس استرایت ..... Claire Hastings
- فریتز ویور ..... Wallace Furman
- مایکل لرنید ..... Andrea Stannard
- جی. تی. والش ..... Jerome Cade
- مت سالینجر ..... Phillip Aarons
- تام ماردیروسیان